# Les Dirouilles
Les Dirouilles (en jerseyés: Les Dithouïl'yes) son una serie de rocas hacia el noreste del Bailiazgo de Jersey, una de las Dependencias de la Corona Británica.
Tienen una gran variedad de nombres, si son considerados individualmente, y son también conocidos simplemente como «Les Pièrres» (las piedras). Les Dirouilles, junto con Ecrehou, ha sido reconocido como un sitio Ramsar desde el 2 de febrero de 2005.